# 1967年ドイツグランプリ
1967年ドイツグランプリ (1967 German Grand Prix) は、1967年のF1世界選手権第7戦として、1967年8月6日にニュルブルクリンクで開催された。
F2マシンとの混走が実施されたレースは15周で行われ、ブラバムのデニス・ハルムが2番手グリッドから優勝、チームメイトのジャック・ブラバムが2位、フェラーリのクリス・エイモンが3位となった。
ピットレーンへの進入速度を抑制するため、ホーエンラインシケインがスタート&フィニッシュラインの前に追加され、コースの全長が25m伸びた。しかし、マシンは1年以上かけてかなり熟成されたのは明らかだったので、コースレイアウトの変更はラップタイムにほとんど影響を与えなかった。

## レース概要

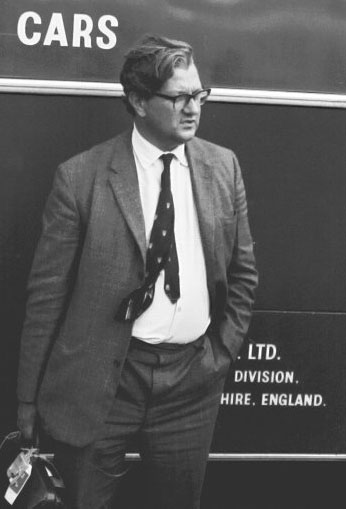
BRMのテクニカルディレクターを務めるトニー・ラッド。パドックにて

### エントリー
本レースには16台のF1マシンの他、前年に引き続き10台のF2マシンが参加した。F2部門で参加するのは9台（ピンク地で表記）で、マトラを使用するジャッキー・イクスとジョー・シュレッサー、ロータスを使用するジャッキー・オリバー、ブラバムを使用するアラン・リーズとゲルハルト・ミッター、木製合板モノコックがユニークなプロトスを使用するブライアン・ハートとクルト・アーレンスJr.、ローラを使用するデヴィッド・ホッブスとブライアン・レッドマンで、ホッブズのみBMWの直列4気筒、他のドライバーはフォード・コスワース・FVAエンジン（直列4気筒）を使用する。ヒューベルト・ハーネもF2用のローラ・T100にBMWの2リッター直列4気筒エンジンを搭載したが、F1部門で参加した。エントリーの詳細については、後述の#エントリーリストを参照されたい。

### 予選
ジム・クラークがフォード・コスワース・DFVエンジンを搭載したロータス・49でポールポジションを獲得した。平均速度は169.812 km/h (105.516 mph)であった。クラークは2番手のデニス・ハルム（ブラバム・BT24-レプコ）に10秒近い差を付けた。3番手のイクスはF2のマトラで記録したため、F1部門の17台より後方のグリッドでレースをスタートしなければならなかった。したがって、4-3-4グリッドのフロントローはクラークとハルムの他、ジャッキー・スチュワート（BRM・P115）とダン・ガーニー（イーグル・T1G-ウェスレイク）が占め、2列目はブルース・マクラーレン（前戦に引き続き2台目のイーグル・T1Gを借用）、ジョン・サーティース（ホンダ・RA273）、ジャック・ブラバム（ブラバム・BT24）が占めた。

### 決勝
本レースはF1の歴史上初めて、ドイツのカラーテレビで中継された。
ポールポジションのクラークが首位をキープしたが、チームメイトのグラハム・ヒルは13番グリッドから芝生の上へ押し出され、F2勢の後方でコースに復帰した。クラークは3周目までハルムとガーニーをリードしていたが、4周目に突然失速してサスペンションが曲がってしまいリタイアした。ヒルは10位まで順位を戻すが、マシントラブルによりリタイアした。
ガーニーはハルムを抜いて首位に立ち、マクラーレンがオイルパイプの破損によりリタイアすると、ブラバムが3位に浮上した。イクスは決勝でもF1勢を脅かす走りを見せ、スチュワートの後方で5位を走行していた。スチュワートがトランスミッションのトラブルでリタイアすると、イクスは4位まで順位を上げた。その後間もなくクリス・エイモン（フェラーリ）に抜かれ、12周目にフロントサスペンションが壊れてリタイアした。次の周に首位ガーニーがドライブシャフトのユニバーサルジョイントが折れてリタイアするとブラバム勢の1-2体制となり、ハルムはチームメイトのブラバムと、同じニュージーランド人のエイモンを従えて優勝した。エイモンは前戦イギリスGP同様ブラバムの後を追ったが、追い抜くまでには至らず3位に甘んじた。オセアニア出身のドライバーが表彰台を独占したのはF1世界選手権で初めて（かつ唯一）で、イギリス人ドライバーが1人も表彰台に立てなかったのは1962年モナコGP以来5年ぶりである。イギリス人ドライバーで最上位となったのはサーティースの4位で、重量過多と整備性の問題でRA273に見切りを付け、ローラの協力を得た新車RA300の制作に着手していたホンダにとって、これがRA273の最終レースとなった。F2勢最上位はオリバーの6位だが、入賞圏内であってもポイントの対象とはならないため無得点であり、総合8位だがF1勢で6位だったギ・リジェがF1キャリアで唯一のポイントを獲得した。

## エントリーリスト
| チーム                                                      | No. | ドライバー               | コンストラクター | シャシー | エンジン                         | タイヤ |
| ----------------------------------------------------------- | --- | ------------------------ | ---------------- | -------- | -------------------------------- | ------ |
| ブラバム・レーシング・オーガニゼーション                    | 1   | ジャック・ブラバム       | ブラバム         | BT24     | レプコ 740 3.0L V8               | G      |
| ブラバム・レーシング・オーガニゼーション                    | 2   | デニス・ハルム           | ブラバム         | BT24     | レプコ 740 3.0L V8               | G      |
| チーム・ロータス                                            | 3   | ジム・クラーク           | ロータス         | 49       | フォード・コスワース DFV 3.0L V8 | F      |
| チーム・ロータス                                            | 4   | グラハム・ヒル           | ロータス         | 49       | フォード・コスワース DFV 3.0L V8 | F      |
| チーム・ロータス                                            | 24  | ジャッキー・オリバー     | ロータス         | 48       | フォード・コスワース FVA 1.6L L4 | F      |
| クーパー・カー・カンパニー                                  | 5   | ヨッヘン・リント         | クーパー         | T86      | マセラティ 10/F1 3.0L V12        | F      |
| クーパー・カー・カンパニー                                  | 6   | ペドロ・ロドリゲス       | クーパー         | T81      | マセラティ 10/F1 3.0L V12        | F      |
| ホンダ・レーシング                                          | 7   | ジョン・サーティース     | ホンダ           | RA273    | ホンダ RA273E 3.0L V12           | F      |
| スクーデリア・フェラーリ SpA SEFAC                          | 8   | クリス・エイモン         | フェラーリ       | 312/67   | フェラーリ 242 3.0L V12          | F      |
| アングロ・アメリカン・レーサーズ                            | 9   | ダン・ガーニー           | イーグル         | T1G      | ウェスレイク 58 3.0L V12         | G      |
| アングロ・アメリカン・レーサーズ                            | 10  | ブルース・マクラーレン   | イーグル         | T1G      | ウェスレイク 58 3.0L V12         | G      |
| オーウェン・レーシング・オーガニゼーション                  | 11  | ジャッキー・スチュワート | BRM              | P115     | BRM P75 3.0L H16                 | G      |
| オーウェン・レーシング・オーガニゼーション                  | 12  | マイク・スペンス         | BRM              | P83      | BRM P75 3.0L H16                 | G      |
| ロブ・ウォーカー/ジャック・ダーラッシャー・レーシングチーム | 14  | ジョー・シフェール       | クーパー         | T81      | マセラティ 9/F1 3.0L V12         | F      |
| ギ・リジェ                                                  | 15  | ギ・リジェ               | ブラバム         | BT20     | レプコ 620 3.0L V8               | F      |
| ヨアキム・ボニエ・レーシングチーム                          | 16  | ヨアキム・ボニエ         | クーパー         | T81      | マセラティ 9/F1 3.0L V12         | F      |
| バイエリッシュ・モトーレン・ヴェルケ AG                     | 17  | フーベルト・ハーネ       | ローラ           | T100     | BMW M10 2.0L L4                  | D      |
| レグ・パーネル・レーシング                                  | 18  | クリス・アーウィン       | BRM              | P83      | BRM P75 3.0L H16                 | F      |
| ゲルハルト・ミッター                                        | 20  | ゲルハルト・ミッター     | ブラバム         | BT23     | フォード・コスワース FVA 1.6L L4 | D      |
| ロイ・ウィンケルマン・レーシング                            | 22  | アラン・リース           | ブラバム         | BT23     | フォード・コスワース FVA 1.6L L4 | ?      |
| エキュリー・フォード・フランス                              | 23  | ジョー・シュレッサー     | マトラ           | MS5      | フォード・コスワース FVA 1.6L L4 | D      |
| ロン・ハリス・レーシングチーム                              | 25  | ブライアン・ハート       | プロトス         | F2       | フォード・コスワース FVA 1.6L L4 | F      |
| ロン・ハリス・レーシングチーム                              | 26  | クルト・アーレンス       | プロトス         | F2       | フォード・コスワース FVA 1.6L L4 | F      |
| ローラ・カーズ                                              | 27  | デビッド・ホッブズ       | ローラ           | T100     | BMW M10 2.0L L4                  | F      |
| ローラ・カーズ                                              | 28  | ブライアン・レッドマン   | ローラ           | T100     | フォード・コスワース FVA 1.6L L4 | F      |
| ティレル・レーシング・オーガニゼーション                    | 29  | ジャッキー・イクス       | マトラ           | MS7      | フォード・コスワース FVA 1.6L L4 | D      |
| ソース:                                                     |     |                          |                  |          |                                  |        |

追記
- ピンク地はF2参加者

## 結果

### 予選
| 順位    | No. | ドライバー               | コンストラクター      | タイム  | 差    | グリッド |
| ------- | --- | ------------------------ | --------------------- | ------- | ----- | -------- |
| 1       | 3   | ジム・クラーク           | ロータス-フォード     | 8:04.1  | -     | 1        |
| 2       | 2   | デニス・ハルム           | ブラバム-レプコ       | 8:13.5  | +9.4  | 2        |
| 3       | 29  | ジャッキー・イクス       | マトラ-フォード       | 8:14.0  | +9.9  | 18       |
| 4       | 11  | ジャッキー・スチュワート | BRM                   | 8:15.2  | +11.1 | 3        |
| 5       | 9   | ダン・ガーニー           | イーグル-ウェスレイク | 8:17.7  | +13.6 | 4        |
| 6       | 10  | ブルース・マクラーレン   | イーグル-ウェスレイク | 8:17.7  | +13.6 | 5        |
| 7       | 7   | ジョン・サーティース     | ホンダ                | 8:18.2  | +14.1 | 6        |
| 8       | 1   | ジャック・ブラバム       | ブラバム-レプコ       | 8:18.9  | +14.8 | 7        |
| 9       | 8   | クリス・エイモン         | フェラーリ            | 8:20.4  | +16.3 | 8        |
| 10      | 5   | ヨッヘン・リント         | クーパー-マセラティ   | 8:20.9  | +16.8 | 9        |
| 11      | 6   | ペドロ・ロドリゲス       | クーパー-マセラティ   | 8:22.2  | +18.1 | 10       |
| 12      | 12  | マイク・スペンス         | BRM                   | 8:26.5  | +22.4 | 11       |
| 13      | 14  | ジョー・シフェール       | クーパー-マセラティ   | 8:31.4  | +27.3 | 12       |
| 14      | 4   | グラハム・ヒル           | ロータス-フォード     | 8:31.7  | +27.6 | 13       |
| 15      | 17  | フーベルト・ハーネ       | ローラ-BMW            | 8:32.8  | +28.7 | 14       |
| 16      | 24  | ジャッキー・オリバー     | ロータス-フォード     | 8:37.9  | +33.8 | 19       |
| 17      | 22  | アラン・リース           | ブラバム-フォード     | 8:39.8  | +35.7 | 20       |
| 18      | 23  | ジョー・シュレッサー     | マトラ-フォード       | 8:40.6  | +36.5 | 21       |
| 19      | 18  | クリス・アーウィン       | BRM                   | 8:41.6  | +37.5 | 15       |
| 20      | 27  | デビッド・ホッブズ       | ローラ-BMW            | 8:46.2  | +42.1 | 22       |
| 21      | 16  | ヨアキム・ボニエ         | クーパー-マセラティ   | 8:47.8  | +43.7 | 16       |
| 22      | 26  | クルト・アーレンス       | プロトス-フォード     | 8:47.8  | +43.7 | 23       |
| 23      | 15  | ギ・リジェ               | ブラバム-レプコ       | 8:47.8  | +43.7 | 17       |
| 24      | 20  | ゲルハルト・ミッター     | ブラバム-フォード     | 8:52.6  | +48.5 | 24       |
| 25      | 25  | ブライアン・ハート       | プロトス-フォード     | 8:59.7  | +55.6 | 25       |
| 26      | 28  | ブライアン・レッドマン   | ローラ-フォード       | No Time | -     | 26       |
| ソース: |     |                          |                       |         |       |          |

追記
- ピンク地はF2参加者
- F2参加者は、F1マシンより後方のグリッド（18番グリッド以下）で決勝をスタートする

### 決勝
| 順位    | No. | ドライバー               | コンストラクター      | 周回数 | タイム/リタイア原因    | グリッド | ポイント |
| ------- | --- | ------------------------ | --------------------- | ------ | ---------------------- | -------- | -------- |
| 1       | 2   | デニス・ハルム           | ブラバム-レプコ       | 15     | 2:05:55.7              | 2        | 9        |
| 2       | 1   | ジャック・ブラバム       | ブラバム-レプコ       | 15     | +38.5                  | 7        | 6        |
| 3       | 8   | クリス・エイモン         | フェラーリ            | 15     | +39.0                  | 8        | 4        |
| 4       | 7   | ジョン・サーティース     | ホンダ                | 15     | +2:25.7                | 6        | 3        |
| 5       | 24  | ジャッキー・オリバー     | ロータス-フォード     | 15     | +5:30.7                | 19       | 0 1      |
| 6       | 16  | ヨアキム・ボニエ         | クーパー-マセラティ   | 15     | +8:42.1                | 16       | 2        |
| 7       | 22  | アラン・リース           | ブラバム-フォード     | 15     | +8:47.9                | 20       |          |
| 8       | 15  | ギ・リジェ               | ブラバム-レプコ       | 14     | +1 Lap                 | 17       | 1 2      |
| 9       | 18  | クリス・アーウィン       | BRM                   | 13     | +2 Laps                | 15       |          |
| 10      | 27  | デビッド・ホッブズ       | ローラ-BMW            | 13     | +2 Laps                | 22       |          |
| 11      | 6   | ペドロ・ロドリゲス       | クーパー-マセラティ   | 13     | +2 Laps                | 10       |          |
| Ret     | 9   | ダン・ガーニー           | イーグル-ウェスレイク | 12     | ハーフシャフト         | 4        |          |
| Ret     | 29  | ジャッキー・イクス       | マトラ-フォード       | 12     | サスペンション         | 18       |          |
| NC      | 25  | ブライアン・ハート       | プロトス-フォード     | 12     | 規定周回数不足         | 25       |          |
| Ret     | 14  | ジョー・シフェール       | クーパー-マセラティ   | 12     | 燃料ポンプ             | 12       |          |
| Ret     | 4   | グラハム・ヒル           | ロータス-フォード     | 8      | サスペンション         | 13       |          |
| Ret     | 17  | フーベルト・ハーネ       | ローラ-BMW            | 6      | サスペンション         | 14       |          |
| Ret     | 11  | ジャッキー・スチュワート | BRM                   | 5      | ディファレンシャル     | 3        |          |
| Ret     | 3   | ジム・クラーク           | ロータス-フォード     | 4      | サスペンション         | 1        |          |
| Ret     | 5   | ヨッヘン・リント         | クーパー-マセラティ   | 4      | ラジエーター           | 9        |          |
| Ret     | 26  | クルト・アーレンス       | プロトス-フォード     | 4      | ラジエーター           | 23       |          |
| Ret     | 10  | ブルース・マクラーレン   | イーグル-ウェスレイク | 3      | オイル漏れ             | 5        |          |
| Ret     | 12  | マイク・スペンス         | BRM                   | 3      | ディファレンシャル     | 11       |          |
| Ret     | 23  | ジョー・シュレッサー     | マトラ-フォード       | 2      | エンジン               | 21       |          |
| Ret     | 20  | ゲルハルト・ミッター     | ブラバム-フォード     | 0      | エンジン               | 24       |          |
| DNS     | 28  | ブライアン・レッドマン   | ローラ-フォード       |        | ホッブズにマシンを譲る | 26       |          |
| ソース: |     |                          |                       |        |                        |          |          |

ファステストラップ
- ダン・ガーニー - 8:15.1（3周目）

ラップリーダー
- ジム・クラーク - 3周 (Lap 1-3)
- ダン・ガーニー - 9周 (Lap 4-12)
- デニス・ハルム - 3周 (Lap 13-15)

追記
- ピンク地はF2参加者
- ^1 - オリバーは5位でフィニッシュしたが、F2部門で参加したため得点対象外[2]
- ^2 - リジェは8位でフィニッシュしたが、F1部門で6位だったため1点が与えられた[2]

## 第7戦終了時点のランキング
|         | 順位 | ドライバー         | ポイント |
| ------- | ---- | ------------------ | -------- |
|         | 1    | デニス・ハルム     | 37       |
| 1       | 2    | ジャック・ブラバム | 25       |
| 1       | 3    | ジム・クラーク     | 19       |
|         | 4    | クリス・エイモン   | 19       |
|         | 5    | ペドロ・ロドリゲス | 14       |
| ソース: |      |                    |          |

|         | 順位 | コンストラクター    | ポイント |
| ------- | ---- | ------------------- | -------- |
|         | 1    | ブラバム-レプコ     | 42       |
| 1       | 2    | クーパー-マセラティ | 21       |
| 1       | 3    | ロータス-フォード   | 19       |
|         | 4    | フェラーリ          | 19       |
|         | 5    | BRM                 | 11       |
| ソース: |      |                     |          |

- 注:  トップ5のみ表示。前半6戦のうちベスト5戦及び後半5戦のうちベスト4戦がカウントされる。